# Degú
Els degús (Octodon degus) són una espècie de rosegadors caviomorfs oriünds del matorral de Xile. Són animals altament socials que viuen en grups dins de caus subterranis. Són parents propers de les xinxilles i els conills porquins.